# Olive Thomas
Olive Thomas (20 de outubro de 1894 — 10 de setembro de 1920) foi uma modelo e atriz de cinema estadunidense da era do cinema mudo. Foi uma das participantes do Ziegfeld Follies, e atuou em 24 filmes entre 1916 e 1920.
Casada com Jack Pickford, irmão da célebre atriz Mary Pickford, protagonizou um dos escândalos do mundo do cinema em Hollywood no início do século, ao se envevenar, segundo relato da época de forma acidental, ingerindo cloreto de mercúrio, no Hotel Ritz, em Paris, em setembro de 1920.

## Biografia

### Juventude
Thomas nasceu Oliva R. Duffy, e algumas fontes referem seu nome de nascimento como Oliveretta Elaine Duffy.  Nasceu dentro de uma família de ascendência irlandesa na área das siderúrgicas de aço de Pittsburgh, em Charleroi , Pensilvânia. Seu pai, James Duffy, trabalhava em uma aciaria, e morreu em 1906.
Sua mãe voltou a casar, com Harry VanKirk, e Thomas teve uma meia-irmã, Harriet Duffy, nascida em 1914. Ela já tinha dois irmãos, James Duffy (nascido em 1896) e William Duffy (nascido em 1899). Thomas mais tarde ajudou James a montar uma loja de material elétrico enquanto William estava na Marinha dos Estados Unidos. Mais tarde, William trabalhou como cinegrafista. No momento da sua morte, os dois irmãos eram empregados na Selznick Productions.
Thomas deixou a escola aos 15 anos, para ajudar a família. Ela era vendedora de tecidos na loja de departamentos Joseph Horne Company, e ganhava $2.75 por semana. Em abril de 1911, aos 16 anos, ela casou com Bernard Krugh Thomas em McKees Rocks, uma pequena cidade da Pensilvânia. Durante os dois anos de casamento, ela trabalhava na Kaufmann's store, em Pittsburgh. Após sua separação, em 1913, mudou-se para Nova Iorque, e trabalhaou em uma loja no Harlem.

### Modelo

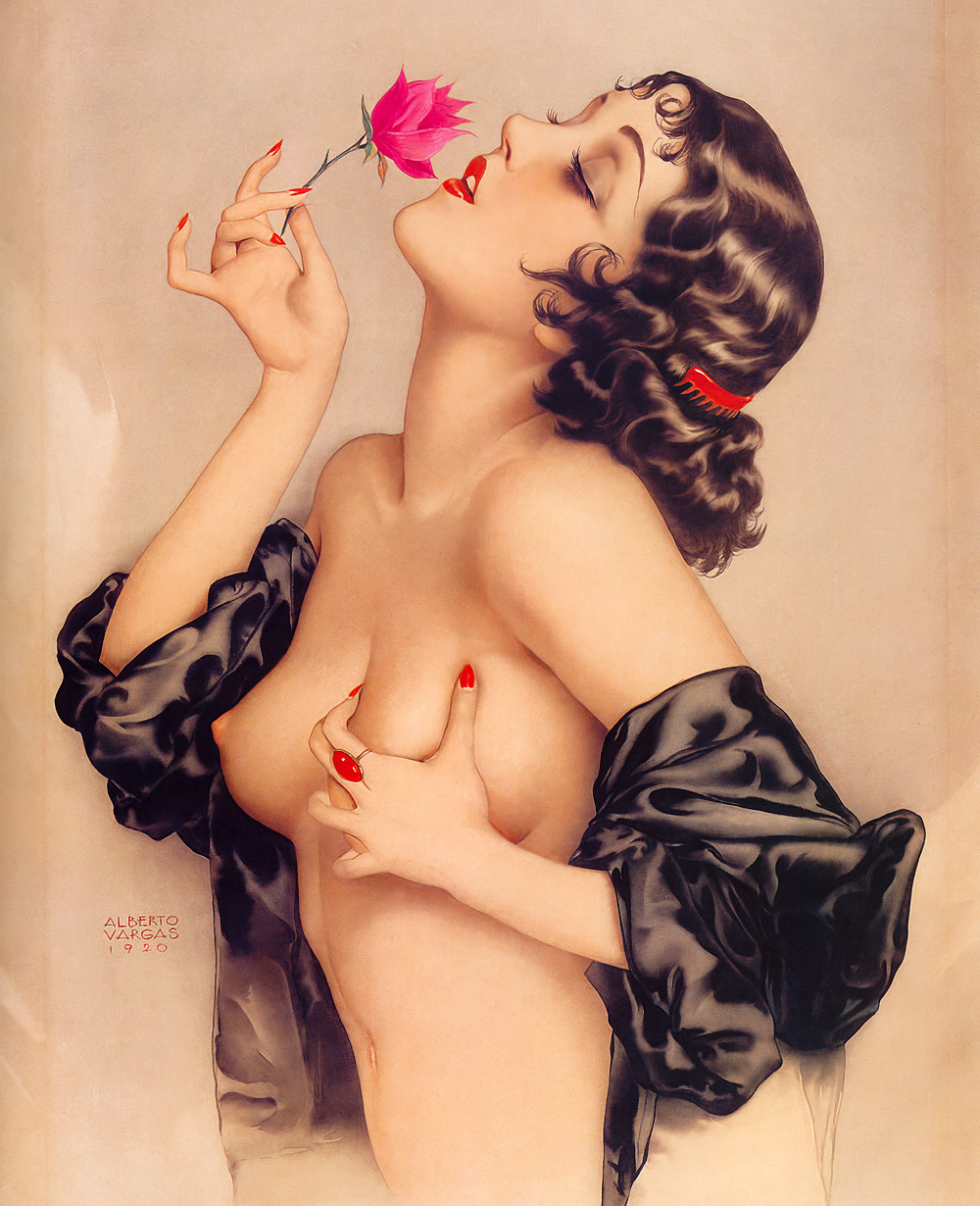
"Memories of Olive" pintada por Alberto Vargas.

Em 1914, Thomas participou e venceu o concurso The Most Beautiful Girl in New York City, realizado pelo célebre ilustrador Howard Chandler Christy. Ao vencer o concurso, estabeleceu sua carreira como modelo artístico a partir desse ano, e pousou para ilustradores como Harrison Fisher, Raphael Kirchner e Haskell Coffin. Ela apareceu em várias capas de revista, incluindo a célebre Saturday Evening Post.

### Teatro
Harrison Fisher escreveu uma carta de recomendação para Florenz Ziegfeld, Jr., resultando na contratação de Thomas pelo Ziegfeld Follies. No entanto, Thomas posterioremnte negou esse fato, alegando que pediu sozinha pelo trabalho. Ela estreou no Ziegfeld Follies of 1915, em 21 de junho de  1915. Suan popularidade a levou a aparecer no show Midnight Frolic. Frolic foi encenado no New Amsterdam Theatre e foi principalmente um show para famosos patronos masculinos com dinheiro suficiente para presentear jovens e belas artistas femininas. Thomas recebeu presentes caros de seus admiradores; havia rumores de que o embaixador alemão Albrecht von Bernstorff lhe tinha dado um colar de pérolas de $10,000.
Durante o período do The Follies, Thomas começou um relacionamento com Florenz Ziegfeld. Ziegfeld, que era casado com a atriz Billie Burke, teve relacionamentos com outras Ziegfeld girls, incluindo Lillian Lorraine e Marilyn Miller (que mais tarde casou com o viúvo de Thomas, Jack Pickford). Thomas terminou o relacionamento com Ziegfeld quando ele se recusou a deixar Burke para casar com ela.
Thomas continuou trabalhando como modelo enquanto trabalhava no Follies. Ela se tornou a primeira Vargas Girl após pousar para o artista peruano Alberto Vargas. O retrato, intitulado Memories of Olive, apresenta Thomas nua, cheirando uma rosa. O retrato foi supostamente encomendado por Florenz Ziegfeld, mas Vargas mais tarde negou essa afirmação. Ziegfeld colocou, no entanto, o retrato em seu escritório no New Amsterdam Theatre. Vargas, que considerou Thomas dentre as mais belas morenas de Ziegfeld guardou uma cópia de Memories of Olive em sua coleção particular.

### Filmes mudos
Em julho de 1916, Thomas assinou com a International Film Company, e fez sua estreia no cinema no episódio 10 do seriado Beatrice Fairfax. Em 1917, atuou em A Girl Like That pela Paramount Pictures.

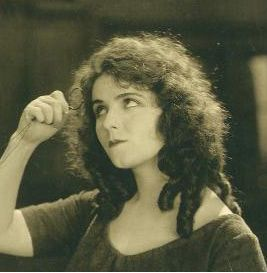
Thomas em Out Yonder (1919)

Em 1917, Thomas assinou com a Triangle Pictures. Pouco depois, houve notícias de seu noivado com o ator Jack Pickford, com quem ela realmente tinha se casado um ano antes. Thomas e Pickford, que era o irmão mais novo de Mary Pickford, mantiveram o segredo do casamento porque Thomas não queria que as pessoas pensassem que o seu sucesso fora devido à sua associação com os Pickfords. Seu primeiro filme para a Triangle, Madcap Madge, foi lançado em junho de 1917. A popularidade de Thomas na Triangle cresceu com seu papel em Indiscreet Corrine (1917) e Limousine Life (1918). Em 1919, ela interpretou uma garota francesa que se apresenta como um menino em Toton the Apache. Thomas declarou mais tarde que sentira que seu trabalho em Toton fora “a primeira coisa real que já fizera”. Fez seu último filme para a Triangle, The Follies Girl, naquele mesmo ano.
Após deixar a Triangle, Thomas assinou com Myron Selznick, da Selznick Pictures Company, em dezembro de 1918, com um salário de $2,500 por semana. Ela ansiava por papéis mais sérios, acreditando que, como o marido assinara contrato com a mesma empresa, ela teria mais influência. Seu primeiro filme para Selznick, Upstairs and Down (1919), foi bem sucedido e estabeleceu sua imagem como "Femme fatale." Ela seguiu com papéis em Love's Prisoner e Out Yonder, ambos em 1919. Em 1920, Thomas interpretou uma estudante adolescente que anseia pela emoção fora de sua pequena cidade na Flórida, The Flapper. Thomas foi a primeira atriz a retratar uma personagem principal, que era uma flapper, enquanto o filme foi o primeiro de seu tipo em retratar o estilo de vida da flapper. Frances Marion, que escreveu o cenário, foi responsável por trazer o termo para o vernáculo americano. The Flapper se tornou popular e deu sucesso à Thomas.
Em 4 de outubro de 1920, seu último filme, Everybody's Sweetheart, foi lançado.

## Vida pessoal
O primeiro casamento de Thomas foi com Bernard Krug Thomas, um homem que ela conheceu aos 15 anos, enquanto morava em McKees Rocks. Eles casaram em 1 de abril de 1911, e foram morar com os pais de Krug Thomas em McKees Rocks nos seis primeiros meses do casamento. O casal, posteriormente, morou em seu apartamento. Krug Thomas trabalhava como caixeiro na Pressed Steel Car Company enquanto Olive cuidava do lar. Em 1913, o casal se separou e Olive se mudou para Nova Iorque, para começar uma carreira de modelo. Ela conseguiu o divórcio em 25 de setembro de 1915, alegando deserção e crueldade. Em 1931, Bernard Krug Thomas deu uma entrevista ao The Pittsburg Press, detalhando seu casamento com Olive.

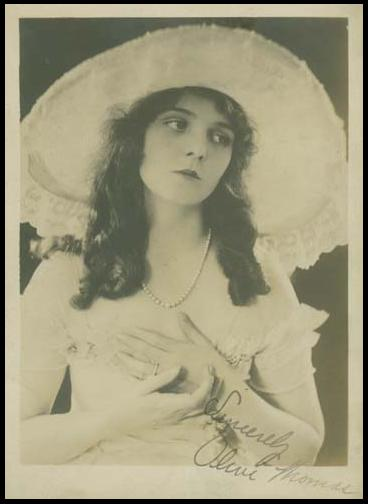
Fotografia autografada de Olive Thomas, cerca de 1916

Em 1916, Thomas conheceu o ator Jack Pickford, irmão da atriz Mary Pickford, em um café no Santa Monica Pier. Thomas e Pickford eram conhecidos por suas festas. A roteirista Frances Marion declarou “Eu a vi muitas vezes na casa dos Pickford, pois ela era noiva do irmão de Mary, Jack. Duas crianças de aparência inocente, eles eram os pirralhos mais alegres e selvagens da Broadway. Ambos eram talentosos, mas estavam muito mais interessados em jogar a roleta da vida do que se concentrar em suas carreiras” ("I had seen her often at the Pickford home, for she was engaged to Mary's brother, Jack. Two innocent-looking children, they were the gayest, wildest brats who ever stirred the stardust on Broadway. Both were talented, but they were much more interested in playing the roulette of life than in concentrating on their careers") Thomas casou secretamente com Pickford em 25 de outubro de 1916, em Nova Jérsei. Nenhum de seus familiares estava presente, apenas o ator Thomas Meighan como testemunha. O casal nunca teve filhos e, em 1920, adotaram um sobrinho de Thomas, de seis anos, cuja mãe morrera.
De acordo com a maioria dos relatos, Thomas era o amor da vida de Pickford. No entanto, o casamento foi tumultuado e cheio de conflitos, com troca de presentes caros. A família de Pickford nem sempre aprovava Thomas, apesar de a maior parte da família ter compareceido ao seu funeral. Na autobiografia de Mary Pickford, em 1955, Sunshine and Shadow, ela escreveu:
”Lamento dizer que nenhum de nós aprovava o casamento naquele tempo. A mãe (Charlotte Hennessy) achava que Jack era muito jovem, e Lottie (Pickford) e eu sentíamos que Olive, sendo da comédia musical, pertencia a um mundo alienígena. Ollie tinha todos os homens ricos e qualificados do mundo social a seus pés. Ela tinha sido inundada com propostas de seu próprio mundo teatral também. O que não era de todo surpreendente. A beleza de Olive Thomas é lendária. A garota tinha os olhos azul-violeta mais belos que já vi. Eles eram franjados com cílios longos e escuros que pareciam mais escuros devido à palidez translúcida e delicada da sua pele. Eu posso entender porque Florenz Ziegfeld nunca perdoou Jack para afastá-la do Ziegfeld Follies. Ela e Jack estavam loucamente apaixonados um pelo outro, mas sempre pensei neles como um casal de crianças brincando juntos”.

## Morte
Por alguns anos, Thomas e Pickford viajavam juntos. O casal resolveu fazer, então, uma segunda lua de mel. Em agosto de 1920, o casal foi para Paris, na esperança de combinar férias com algumas preparações de filmes.
Em 5 de setembro de 1920, o casal saiu para uma noite de diversões em um famoso bistrô em Montparnasse Quarter de Paris. Retornando para seu quarto no Hotel Ritz por volta de 3 horas da manhã, Pickford adormeceu ou estava fora do quarto, quando Thomas, intoxicada pela bebida, ingeriu uma solução líquida de Cloreto de mercúrio, que lhe tinha sido receitada para tratar feridas causadas por sua sífilis crônica.
Thomas pensara que o frasco continha água ou pílulas para dormir; os relatos sobre isso variam. A etiqueta estava em francês, o que pode ter causado a confusão. Depois de beber o líquido ela gritou “Oh, meu Deus!” e Pickford correu para acudi-la. Ela foi levada para o American Hospital, em Paris, no subúrbio de Neuilly, onde Pickford e seu antigo cunhado, Owen Moore, permaneceram ao lado dela até sua morte, cinco dias depois.

### Controvérsias sobre sua morte

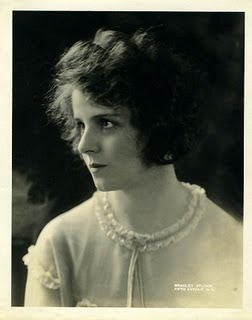

Enquanto Thomas estava moribunda no hospital, a imprensa começou a noticiar os vários rumores que começaram a surgir sobre as circunstâncias sob as quais Thomas consumira o veneno. Alguns jornais relataram que havia tentado suicídio depois de ter uma briga com Pickford sobre suas supostas infidelidades, enquanto outros disseram que ela tentara o suicídio após a descoberta de que Pickford lhe tinha transmitido a sífilis. Também havia rumores de que Thomas fora atormentada pelo vício em drogas, que ela e Pickford tinham estado envolvidos em orgias de champanhe e cocaína ou que Pickford a enganara para beber veneno na tentativa de matá-la para recolher o dinheiro do seguro. Owen Moore, que acompanhara Pickford e Thomas em Paris, negou os rumores, declarando que Thomas não tentara suicídio e que Pickford não brigara naquela noite. Jack Pickford também negara os rumores, declarando: " Olive e eu éramos os maiores amigos na terra. Sua morte é um erro medonho".

Em 13 de setembro de 1920, Pickford deu seu relato sobre aquela noite ao Los Angeles Herald-Examiner:
"Nós chegamos no hotel Ritz cerca de 3 da manhã. Eu já havia reservado lugares no avião para Londres. Iríamos domingo de manhã. Ambos estávamos cansados. Nós dois tínhamos bebido um pouco. Eu insistia que seria melhor não fazer as malas então, mas que prefiria levantar cedo antes de nossa viagem e então fazê-lo. Eu fui para a cama imediatamente. Ela primeiro foi escrever uma nota para sua mãe ... Ela estava no banheiro.

De repente ela gritou: “Meu Deus”. Eu pulei da cama, corri em direção a ela e a peguei em meus braços. Ela chorou comigo ao descobrir o que estava na garrafa. Eu li: veneno. Era uma solução de toalete e o rótulo estava em francês. Eu percebi o que ela tinha feito e chamei o médico. Enquanto isso, forcei-a a beber água para fazê-la vomitar. Ela gritou, “Oh, meu Deus, eu estou envenenada”. Forcei claras de ovos na garganta dela, na esperança de compensar o veneno. O médico veio. Ele bombeou o estômago dela três vezes enquanto eu a segurava.

Às nove horas da manhã a levei para o Hospital de Neuilly, onde o médicos Dr. Choate e Dr. Wharton tomaram conta dela. Disseram-me que ela tinha engolido cloreto de mercúrio em uma solução alcoólica, que é dez vezes pior do que comprimidos. Ela não queria morrer. Ela tomou o veneno por engano. Nós dois nos amamos desde o dia em que casamos. O fato de que estivemos separados durante uma época não fez diferença no nosso afeto pelo outro. Ela nem estava suficientemente consciente no dia anterior à morte, quando pediu à enfermeira para vir para a América com ela até que se recuperasse, nem pensando que iria morrer.

Ela esteve continuamente chamando por mim. Eu estava ao lado dela dia e noite até à sua morte. Os médicos tinham esperança por ela até o último momento, até que encontraram os rins paralisados. Então, eles perderam a esperança. Mas os médicos me disseram que ela havia lutado mais do que qualquer paciente que já tiveram. Ela segurou sua vida como apenas acontecera um caso em 50 anos. Ela parecia mais forte nos últimos dois dias. Ela estava consciente e disse que ficaria melhor e iria para casa para sua mãe. Foi tudo um engano, querido Jack, ela disse. Mas eu sabia que ela estava morrendo.

Ela foi mantida viva apenas por injeções hipodérmicas durante as últimas doze horas. Eu fui o último que ela reconheceu. Eu vi seus olhos e percebi que ela estava morrendo. Perguntei-lhe como ela se sentia, e ela respondeu: “muito fraca, mas vou estar bem em pouco tempo, não se preocupe, querido”. Essas foram suas últimas palavras. Eu a segurei em meus braços e ela morreu uma hora mais tarde. Owen Moore estava no lado da cama dela. Todas as histórias e rumores de festas selvagens, cocaína e brigas domésticas desde que saímos de Nova York são falsas."
Depois da morte de Thomas, foi feito um inquérito policial e uma autópsia. A morte de Thomas foi atribuída à nefrite aguda, causada pela absorção de cloreto de mercúrio. Em 13 de setembro de 1920, sua morte foi considerada acidental pelo médico que conduzira a autópsia.

### Funeral

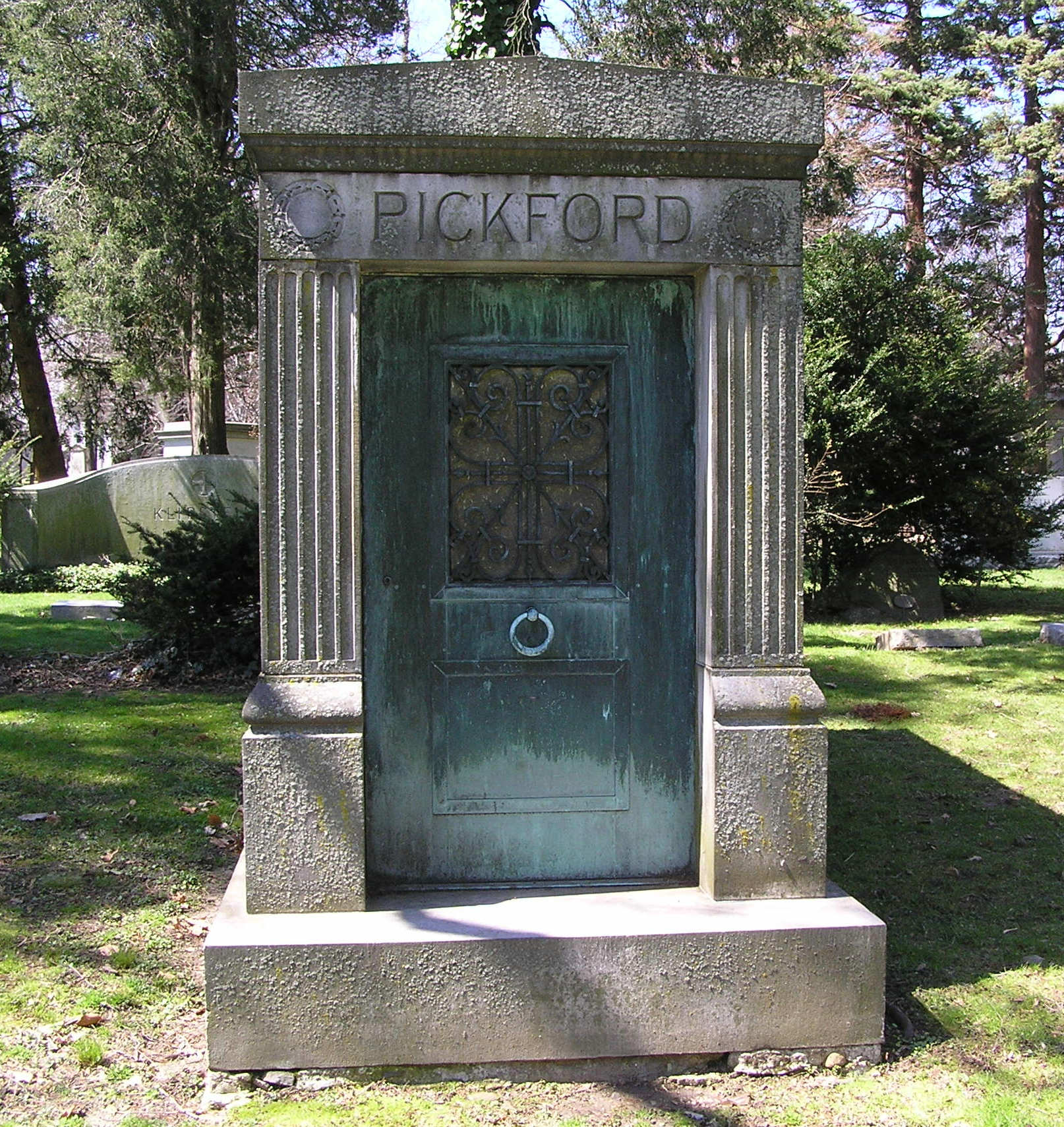
O mausoléu de Olive Thomas Pickford no Cemitério de Woodlawn

Jack Pickford levou o corpo de Thomas de volta para os Estados Unidos. Vários relatos afirmavam que Pickford tentara cometer suicídio na rota, mas foi convencido do contrário. De acordo com a autobiografia de Mary Pickford, “Jack cruzou o oceano com o corpo de Ollie. Só vários anos depois ele confessou para a mãe que uma noite durante a viagem de volta ele colocara sua calça e jaqueta sobre o pijama, subira no convés e fora subindo ao longo do trilho quando algo dentro dele disse: você não pode fazer isso para sua mãe e irmãs. Seria um ato covarde. Você deve viver e enfrentar o futuro”.
Em 29 de setembro de 1920, a Episcopal Church in the United States of America realizou os serviços fúnebres, na St. Thomas Episcopal Church, em Nova Iorque. De acordo com o The New York Times, foi necessária uma escolta policial, e toda a igreja estava ocupada. Várias mulheres desmaiaram na cerimônia, e vários homens tiveram seus chapéus esmagados na pressa para ver o caixão. Thomas foi sepultada em uma cripta no Cemitério de Woodlawn, no Bronx.

### Herança
Thomas não deixou um testamento após sua morte. Sua herança, mais tarde avaliada em $27,644, foi repartida entre sua mãe, seus dois irmãos e seu marido Jack Pickford. Ajustada com a inflação, tal quantia é estimada em $359,012.99 em 2013. Pickford mais tarde cedeu os direitos de sua parte, optando por dar a quantia à mãe de Thomas.
Em 22 de novembro de 1920, os bens de Thomas foram leiloados, e a venda rendeu aproximadamente $30.000. Lewis Selznick comprou o carro de Thomas por uma quantia não revelada. Mabel Normand comprou três peças de jóias, incluindo um pino de safira, uma cigarreira de ouro de 14 quilates e um conjunto de toalete de 20 peças.

### Conseqüências
A cobertura da imprensa da morte de Olive Thomas foi um dos primeiros exemplos do sensacionalismo da mídia de uma grande estrela de Hollywood. Sua morte tem sido citada como um dos primeiros grandes escândalos de Hollywood.
Outros escândalos, incluindo o caso do envolvimento de Fatty Arbuckle na morte de uma jovem atriz em 1921, o assassinato de William Desmond Taylor em 1922, e o envolvimento com drogas de Wallace Reid causaram reações religiosas e moralistas, considerando Hollywood como "imoral". O clamor público exigiu que os estúdios de Hollywood começassem a gravar os contratos com cláusulas de moralidade ou cláusulas de torpeza moral.

## Cultura popular
- Surgiu uma lenda de que o fantasma de Thomas assombrava o New Amsterdam Theatre em Nova Iorque nos anos seguintes à sua morte.[52]

- Em 2004, com financiamento de Timeline Films e com a ajuda de Hugh Hefner e sua organização de preservação de filmes, Sarah J. Baker estreou seu documentário sobre a vida de Olive Thomas intitulado Olive Thomas: Everybody's Sweetheart.

- Em 2007, McFarland Publishing Company lançou a biografia intitulada Olive Thomas: The Life and Death of a Silent Film Beauty, escrita por Michelle Vogel.

- Um musical intitulado Ghostlight, sobre a vida de Olive Thomas,foi escrito por Matthew Martin e Tim Realbuto. Ghostlight estreou em Nova Iorque no Signature Theatre em 26 de setembro de 2011, apresentado no New York Musical Theatre Festival. Estrelado por Rachel York como Billie Burke, Michael Hayden como Florenz Ziegfeld, Jr., Daisy Eagan como Molly Cook, Kimberly Faye Greenberg como Fanny Brice, Matt Leisy como Jack Pickford, e Rachael Fogle no papel de Olive Thomas.[53]

## Filmografia parcial

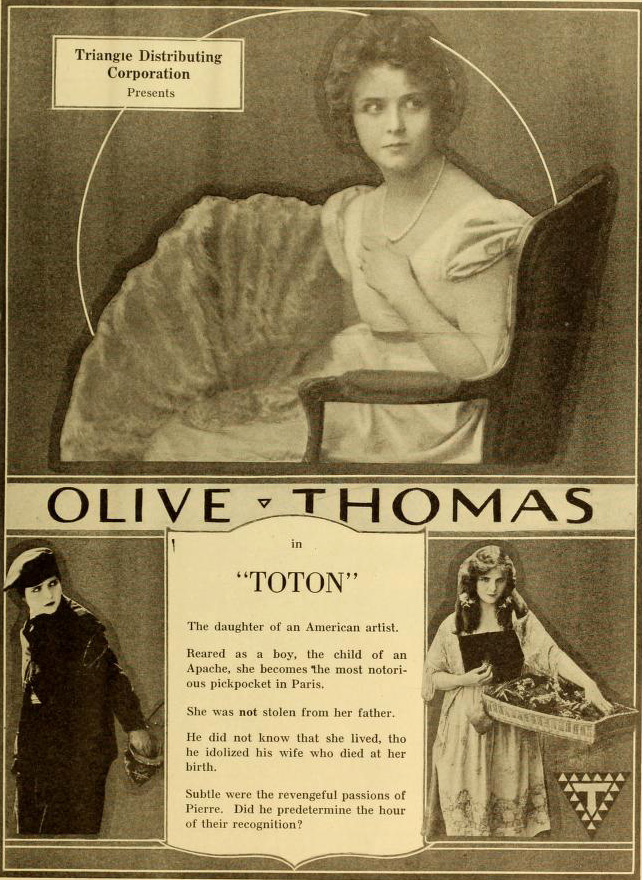
Cartaz de Toton (1919)

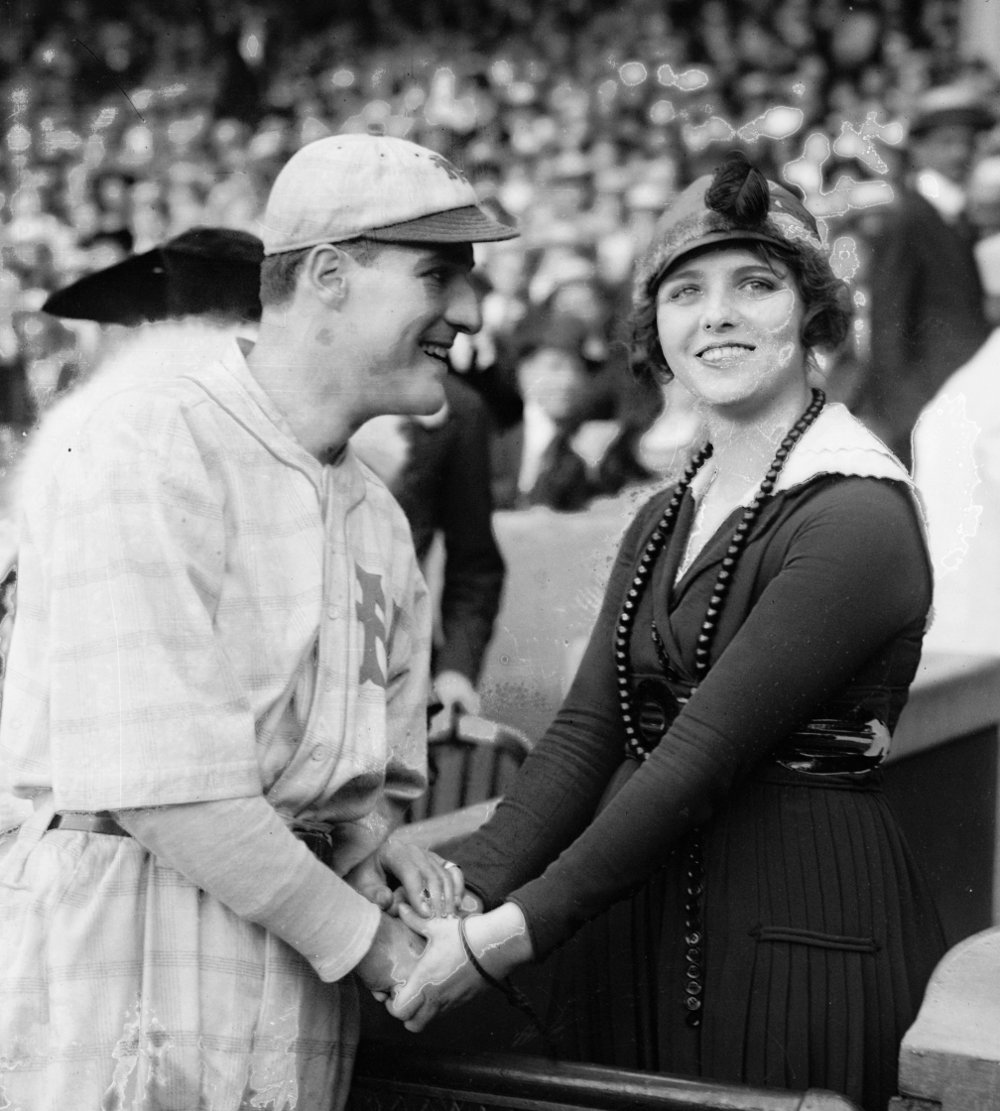
Cena do seriado Beatrice Fairfax, em 1916, ao lado de Nigel Barrie.

| Ano  | Título                 | Papel                        | Notas                                            |
| ---- | ---------------------- | ---------------------------- | ------------------------------------------------ |
| 1916 | Beatrice Fairfax       | Rita Malone                  | Episódio 10: Playball                            |
| 1917 | A Girl Like That       | Fannie Brooks                | Filme perdido                                    |
| 1917 | Madcap Madge           | Betty                        |                                                  |
| 1917 | An Even Break          | Claire Curtis                |                                                  |
| 1917 | Broadway Arizona       | Fritzi Carlyle               |                                                  |
| 1917 | Indiscreet Corinne     | Corinne Chilvers             |                                                  |
| 1917 | Tom Sawyer             | Choir Member                 | Uncredited                                       |
| 1918 | Betty Takes a Hand     | Betty Marshall               |                                                  |
| 1918 | Limousine Life         | Minnie Wills                 | Filme perdido                                    |
| 1918 | Heiress for a Day      | Helen Thurston               | Filme perdido                                    |
| 1919 | Toton the Apache       | Toton/Yvonne                 | Filme perdido                                    |
| 1919 | The Follies Girl       | Doll                         |                                                  |
| 1919 | Upstairs and Down      | Alice Chesterton             | Título alternativo: Up-stairs and Down Lost film |
| 1919 | Love's Prisoner        | Nancy, depois Lady Cleveland |                                                  |
| 1919 | Prudence on Broadway   | Prudence                     | Filme perdido                                    |
| 1919 | The Spite Bride        | Tessa Doyle                  |                                                  |
| 1919 | The Glorious Lady      | Ivis Benson                  |                                                  |
| 1919 | Out Yonder             | Flotsam                      |                                                  |
| 1920 | Footlights and Shadows | Gloria Dawn                  | Filme perdido                                    |
| 1920 | Youthful Folly         | Nancy Sherwin                | Roteirista Filme perdido                         |
| 1920 | The Flapper            | Ginger King                  |                                                  |
| 1920 | Darling Mine           | Kitty McCarthy               | Filme perdido                                    |
| 1920 | Everybody's Sweetheart | Mary                         | Lançado postumamente                             |